# Fides et Ratio
Fides et Ratio (hrv. Vjera i razum) je enciklika pape Ivana Pavla II. objavljena 14. rujna 1998. Govori o odnosu između vjere i razuma, s gledišta Crkve.
Glavna teza enciklike je pokazati da se vjera i razum ne moraju međusobno boriti, ali se trebaju međusobno nadopunjavati, tako da um ne može pasti u ponos, a vjera da ne preraste u fideizam (epistemološka teorija koja zagovara nezavisnost vjere od razuma ili teorija koja naučava da su razum i vjera u sukobu, pri čemu je vjera superiornija kada se radi o otkrivanju određenih istina). Prema Ivanu Pavlu II., vjera daje smisao ljudskog postojanja, otkriva uzrok i svrhu.
Enciklika kaže da razum i vjera, dolaze od Boga i ne mogu biti u antagonizmu. Jedan od karakterističnih rečenica enciklike prikazuje komplementarnost vjere i razuma: "Vjera i razum su kao dva krila čovjeka, koja plutaju na kontemplaciji istine." 